# Dobromyśl (Chełm)
Pour les articles homonymes, voir Dobromyśl.
Dobromyśl (prononciation : [dɔˈbrɔmɨɕl]) est un village polonais de la gmina de Siedliszcze dans le powiat de Chełm de la voïvodie de Lublin dans l'est de la Pologne.
Il se situe à environ 3 kilomètres au nord-est de Siedliszcze (siège de la gmina), 23 kilomètres à l'ouest de Chełm (siège du powiat) et 43 kilomètres à l'est de Lublin (capitale de la voïvodie).
Le village compte approximativement une population de 83 habitants.

## Histoire
De 1975 à 1998, le village est attaché administrativement à la voïvodie de Chełm.

Depuis 1999, il fait partie de la voïvodie de Lublin.